# Califado Ortodoxo
Califado Ortodoxo ou Califado Bem-guiado (em árabe: ٱلْخِلَافَة ٱلرَّاشِدَة, lit. 'Al-Khilāfaṫur Ar-Rāshidah') foi um império árabe islâmico fundado em 632, após a morte de Maomé, que durou até 661. Foi governado pelos primeiros quatro califas do Islão, conhecidos como os "califas bem guiados". Foi fundado por Abacar. No seu auge, os territórios do califado incluíam a Arábia, Levante, Pérsia, Egito e Cáucaso.
Esses califas são conhecidos coletivamente no Islã sunita como Rashidun, ou califas "corretamente guiados" (اَلْخُلَفَاءُ ٱلرَّاشِدُونَ al-Khulafāʾ ar-Rāšidūn). Este termo não é amplamente utilizado no islamismo xiita, assim como os muçulmanos xiitas não consideram legítimo o governo dos três primeiros califas. 
O Califado Ortodoxo é caracterizado por um período de vinte e cinco anos de rápida expansão militar, seguido por um período de cinco anos de conflito interno. Seu exército em seu auge contava com mais de 100 000 homens. Na década de 650, o califado, além da Península Arábica, havia subjugado o Levante, até à Transcaucásia, no norte; o Norte de África, do atual Egito à atual Tunísia, no oeste; e o planalto Iraniano com partes da Ásia Central e do Sul da Ásia no leste.
O califado surgiu da morte de Maomé em 632 EC e do debate subsequente sobre a sucessão à sua liderança. Abacar, um companheiro próximo de Maomé do clã Banu Taim, foi eleito o primeiro líder ortodoxo e iniciou a conquista da Península Arábica. Ele governou de 632 até sua morte em 634. Abacar foi sucedido por Omar, seu sucessor nomeado do clã Banu Adi, que continuou a conquista da Pérsia, levando à queda do Império Sassânida em 651. Omar foi assassinado em 644 e foi sucedido por Otomão, que foi eleito por um comitê de seis pessoas organizado por Omar. Sob Otomão começou a conquista da Armênia, Pérsis e Coração. Otomão foi assassinado em 656 e sucedido por Ali, que presidiu a guerra civil conhecida como o Primeira Fitna (656-661). A guerra era principalmente entre aqueles que apoiavam o primo de Otomão e governador do Levante, Moáuia, e aqueles que apoiavam o califa Ali. A guerra civil consolidou permanentemente a divisão entre os muçulmanos sunitas e xiitas, com os muçulmanos xiitas acreditando que Ali foi o primeiro califa e imã legítimo depois de Maomé. Uma terceira facção na guerra apoiou o governador do Egito, Anre ibne Alas. A guerra foi decidida em favor da facção de Moáuia, que estabeleceu o califado omíada em 661.